# ليفسي
لِفْسَة أو (نقحرة: ليفسي) هي مخبوزات سميكة غالباً ما تُقدّم مع القهوة وكعكة. وهو مصنوع من البطاطا، الحليب أو كريم (أو أحيانا شحم الخنزير) والطحين، والمطبوخة على الصاج.
تختلف طريقة أكل اللِّفسة في أنحاء النرويج ولكنها غالبا ما تكون ملفوفة بالسكر والقرفة والزبد وتكون ملفوفة بالنقانق بدلا من الهوت دوج.
تكون متوفرة في محلات البقالة في بعض أجزاء من الولايات المتحدة الأمريكية، بما في ذلك ولاية مينيسوتا، داكوتا الشمالية، داكوتا الجنوبية والوسطى ولاية آيوا، ويسكونسن، ولاية أوريغون، واشنطن.
هناك عدد من الإضافات التي قد تضاف لللِفْسَة كالزبد والقرفة وهناك الاختلافات الأمريكية كوضع طبقة رقيقة من زبدة الفول السوداني والسكر، والزبدة والبيض أو السكر البني، مع الزبدة وشراب الذرة، أو مع لحم الخنزير والبيض.

## وصلات خارجية
- Lefse Making Instructions
- Lefse recipes